# Elezioni presidenziali in Serbia del 2022
Le elezioni presidenziali in Serbia del 2022 si sono tenute il 3 aprile, contestualmente alle elezioni parlamentari, per eleggere il presidente del Paese.
In seguito allo spoglio elettorale, il presidente uscente Aleksandar Vučić è stato riconfermato a grande maggioranza con il 60,01% dei voti.

## Sistema elettorale
Il Presidente della Serbia è eletto dai cittadini utilizzando un sistema maggioritario a doppio turno per un mandato di cinque anni, rinnovabile consecutivamente una sola volta.
Per candidarsi, un individuo deve raccogliere 10.000 firme, avere almeno 18 anni e possedere la cittadinanza serba. Non è necessario essere nati in Serbia.

## Candidati
| Candidati | Candidati | Candidati                      | Appartenenza politica         | Firme   | Proclamazione |
| --------- | --------- | ------------------------------ | ----------------------------- | ------- | ------------- |
|           |           | Aleksandar Vučić               | Partito Progressista Serbo    | 148.846 | 09.03.2022    |
|           |           | Zdravko Ponoš                  | Serbia Unita                  | 11.786  | 06.03.2022    |
|           |           | Miloš Jovanović                | Partito Democratico di Serbia | 11.232  | 06.03.2022    |
|           |           | Milica Djurdjevic Stamenkovski | Zavetnici                     | 11.102  | 08.03.2022    |
|           |           | Bosko Obradovic                | Dveri                         | 11.020  | 13.03.2022    |
|           |           | Biljana Stojkovic              | Indipendente                  | 10.585  | 13.03.2022    |
|           |           | Miša Vacić                     | Destra Serba                  | 10.151  | 15.03.2022    |
|           |           | Branka Stamenkovic             | Dosta je bilo                 | 10.046  | 15.03.2022    |

## Risultati
| Aleksandar Vučić               | Insieme Possiamo Tutto: SNS - SPS - SVM/VMSZ            | 2 224 914 | 60,01 |  |  |  |  |  |
| Zdravko Ponoš                  | Gruppo Cittadino per una Serbia Unita, Giusta e Stabile | 698 538   | 18,84 |  |  |  |  |  |
| Miloš Jovanović                | Coalizione Per il Regno di Serbia - DSS                 | 226 137   | 6,10  |  |  |  |  |  |
| Bosko Obradovic                | Coalizione Dveri - POKS                                 | 165 181   | 4,46  |  |  |  |  |  |
| Milica Djurdjevic Stamenkovski | Zavetnici                                               | 160 553   | 4,33  |  |  |  |  |  |
| Biljana Stojkovic              | Moramo                                                  | 122 378   | 3,30  |  |  |  |  |  |
| Branka Stamenkovic             | Coalizione Sovranisti: DJB - ZS - ŽZS                   | 77 031    | 2,08  |  |  |  |  |  |
| Miša Vacić                     | Patriota Serbo                                          | 32 947    | 0,89  |  |  |  |  |  |
| Totale                         | Totale                                                  | 3 707 679 | 100   |  |  |  |  |  |
|                                |                                                         |           |       |  |  |  |  |  |
| Voti non validi                | Voti non validi                                         | 89 933    | 2,37  |  |  |  |  |  |
| Votanti                        | Votanti                                                 | 3 797 612 | 58,40 |  |  |  |  |  |
| Elettori                       | Elettori                                                | 6 502 307 |       |  |  |  |  |  |

| Aleksandar Vučić               |  | 60,01% |
| Zdravko Ponoš                  |  | 18,84% |
| Miloš Jovanović                |  | 6,10%  |
| Bosko Obradovic                |  | 4,46%  |
| Milica Djurdjevic Stamenkovski |  | 4,33%  |
| Biljana Stojkovic              |  | 3,30%  |
| Branka Stamenkovic             |  | 2,08%  |
| Miša Vacić                     |  | 0,89%  |